# Rancogne
Rancogne ist eine Ortschaft und eine ehemalige französische Gemeinde mit 354 Einwohnern (Stand: 1. Januar 2019) im Département Charente in der Region Nouvelle-Aquitaine (vor 2016 Poitou-Charentes). Sie gehörte zum Arrondissement Angoulême und zum Kanton Val de Tardoire.
Mit Wirkung vom 1. Januar 2019 wurden die ehemaligen Gemeinden Vilhonneur und Rancogne zur Commune nouvelle Moulins-sur-Tardoire zusammengelegt und haben in der neuen Gemeinde den Status einer Commune déléguée. Der Verwaltungssitz befindet sich im Ort Vilhonneur.

## Lage
Rancogne liegt etwa 110 Meter ü. d. M. und ca. 250 Meter westlich des Flusses Tardoire. 25 Kilometer (Fahrtstrecke) trennen Rancogne von der südwestlich gelegenen Stadt Angoulême bzw. etwa sechs Kilometer von der nördlich gelegenen Gemeinde La Rochefoucauld.

## Bevölkerungsentwicklung
| Jahr      | 1968 | 1975 | 1982 | 1990 | 1999 | 2007 | 2016 |
| Einwohner | 252  | 239  | 264  | 315  | 330  | 372  | 374  |

## Wirtschaft
Der im Wesentlichen landwirtschaftlich geprägte Ort besaß im Weiler La Forge im 17. und 18. Jahrhundert mehrere Hochöfen zur Herstellung von Kanonen; im Jahre 1760 waren dort mehr als 300 Arbeiter tätig. Im 19. Jahrhundert gab es an gleicher Stelle eine Getreide- und eine Ölmühle, die durch die Strömung der Tardoire angetrieben wurden. Rancogne lebt heute im Wesentlichen von der Landwirtschaft und vom Weinbau. Der Ort gehört noch zum Gebiet der Bons Bois im äußersten Osten des Anbaugebietes Cognac. Seit den 1970er Jahren ist die Vermietung von Ferienwohnungen (gîtes) als wichtige Einnahmequelle des Ortes hinzugekommen.

## Geschichte
In der Bronzezeit waren einige der Karstgrotten bewohnt oder wurden als Kult- oder Begräbnisstätten genutzt, wie sich anhand von Keramikfunden belegen lässt.
Im Mittelalter war der Ort besiedelt; die Bewohner bauten eine kleine Kirche auf einem Hügel – möglicherweise befand sich der ehemalige Ort ebenfalls dort. Im 16. Jahrhundert entstand das heutige Schloss an der Stelle eines Vorgängerbaus.

## Sehenswürdigkeiten

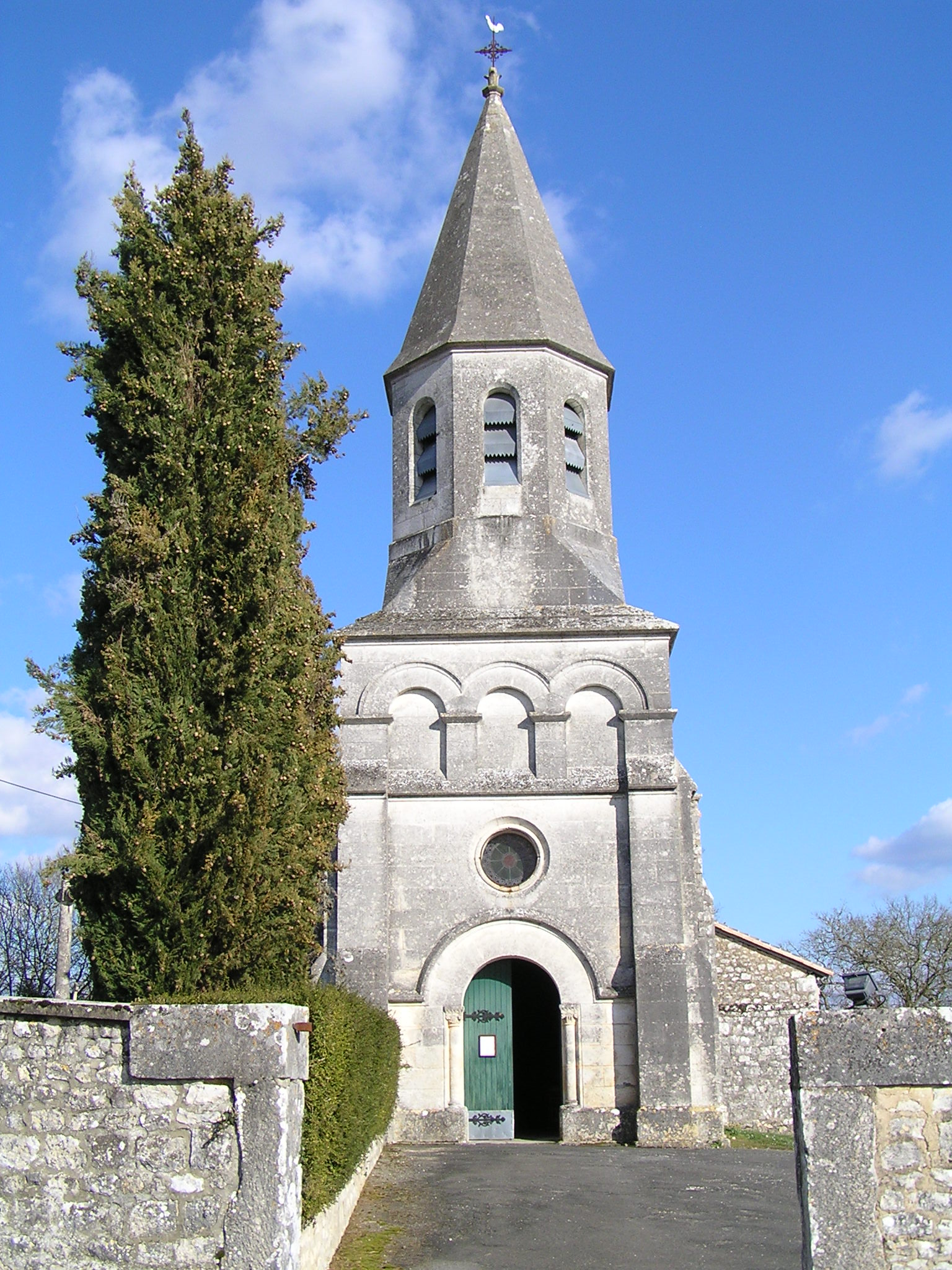
Rancogne – Kirche Saint-Pierre

- Die kleine romanische Pfarrkirche Saint-Pierre befindet sich auf einem Hügel oberhalb des Ortes. Ihre Westfassade und der Westturm stammen aus dem 19. Jahrhundert. Das einschiffige Kircheninnere wird von einem Gewölbe überspannt, welches jedoch nicht dem Originalzustand entsprechen dürfte. Die eingezogene Apsis hat einen geraden und fensterlosen Schluss und ist vom Kirchenschiff durch einen Chorbogen getrennt.
- Das Château de Rancogne ist eine imposante vierflügelige Anlage aus dem 16. Jahrhundert. Markantester Bauteil ist ein Wehrturm (Donjon) auf quadratischem Grundriss in der Südwestecke; oben schließt der Turm mit Maschikulis und einer von einer Brüstungsmauer eingefassten Plattform mit einem kleinen Wachtürmchen (échauguette). Im Schlosspark steht ein Taubenhaus. Die ganze Anlage befindet sich in Privatbesitz, so dass nur wenige Fotos verfügbar sind.
- Teile des – heute ebenfalls in Privatbesitz befindlichen – Baukomplexes von La Forge wurden im Jahr 1991 als Monument historique[3] anerkannt.